# オフェンス
オフェンス（英: offence、米: offense）とは、スポーツ競技において、得点するために攻撃すること、または攻撃的選手や攻撃側のサイドのことを指す。
バスケットボールやアイスホッケーなどでは攻守が目まぐるしく入れ替わるため、ディフェンスからオフェンスへ、またその反対にオフェンスからディフェンスへの切り替えが大切である。
一方、アメリカンフットボールでは攻守がはっきり分かれているため、オフェンス時のメンバーとディフェンス時のメンバーがそっくり交代して入れ替わることもある。